# Arab Idol
 (mai 2021).
Si vous disposez d'ouvrages ou d'articles de référence ou si vous connaissez des sites web de qualité traitant du thème abordé ici, merci de compléter l'article en donnant les références utiles à sa vérifiabilité et en les liant à la section « Notes et références ».
Arab Idol عرب أيدول, aussi appelé Arab Idol : Mahboub El Arab (عرب أيدول : محبوب العرب), est une émission de télévision arabe fondée sur le show télévisé à succès britannique Pop Idol, créée par Simon Fuller et développé par Fremantle Media, et est enregistré à Beyrouth, au Liban. La première saison débute le 9 décembre 2011. Le show est diffusé mondialement sur MBC1 ainsi que sur LBC.
Arab Idol remplace le show SuperStar, la première version arabe de Pop Idol, diffusée sur la chaine libanaise Future TV de 2003 à 2008 pour 5 saisons. Le groupe MBC désire alors faire revivre le show à travers une version plus classe. Le concept reste le même : un groupe de jeunes candidats venant des quatre coins du monde arabe (Maghreb, Proche-orient et Golfe Persique) sélectionné après plusieurs auditions et qui doivent interpréter une ou deux chansons sur scène devant le public et le jury lors d'un show hebdomadaire chaque vendredi. Il y a alors 24h pendant lequel les téléspectateurs peuvent voter pour leur candidat préféré par SMS. La personne qui a alors reçu le moins de votes est alors éliminée du show, et ce chaque semaine jusqu'à la finale où le vainqueur obtient le trophée ainsi qu'un contrat avec la maison de disque affiliée à MBC, Platinum Records, un Chevrolet Corvette flambant neuf ainsi qu'une campagne de pub avec Pepsi et Garnier.
La première saison est présentée par l'acteur koweïtien Abdallah Tulehi et par la top model libanaise Annabella Hilal. Le jury est composé du chanteur libanais Ragheb Alama, de la diva émiratie Ahlam et du producteur égyptien Hassan El Shafei. La nuit du 24 mars 2012, la candidate égyptienne Carmen Slimane remporte la compétition contre la candidate marocaine Dounia Batma.

## Participants

### Jury
Le jury, regroupant des personnalités de la chanson arabe, est - ou a été - composé de :
| Juges | Juges         | Saisons | Saisons | Saisons | Saisons |
| Juges | Juges         | 1       | 2       | 3       | 4       |
| ----- | ------------- | ------- | ------- | ------- | ------- |
|       | Ahlam         |         |         |         |         |
|       | Hassan Chafii |         |         |         |         |
|       | Ragheb Alama  |         |         |         |         |
|       | Wael Kfoury   |         |         |         |         |
|       | Nancy Ajram   |         |         |         |         |

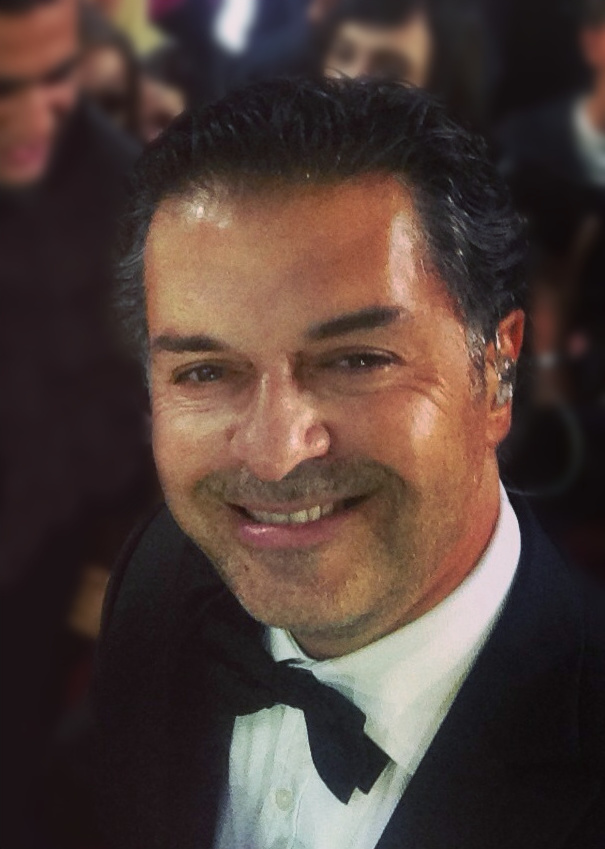
Ragheb Alama (saisons 1 et 2)

## Palmarès
| Saison | Années    | Gagnant(e)      | Second           |
| ------ | --------- | --------------- | ---------------- |
| 1      | 2011-2012 | Carmen Suleiman | Dounia Batma     |
| 2      | 2013      | Mohammed Assaf  | Farrah Yousef    |
| 3      | 2014      | Hazem Shareef   | Haitham Khalaily |
| 4      | 2016-2017 | Yacoub Shaheen  | Ameer Dandan     |

## Saison 1

### Les auditions
En juillet 2011, les villes dans lesquelles auraient lieu les auditions furent révélées sur le site officiel de MBC1 :
- Le Caire, Égypte, le 4 septembre 2011
- Casablanca, Maroc, le 8 septembre 2011
- Dubaï, Émirats arabes unis, le 15 septembre 2011
- Koweit City, Koweït, le 19 septembre 2011
- Amman, Jordanie, le 26 septembre 2011
- Londres, Royaume-Uni, le 1er octobre 2011
- Tunis, Tunisie, le 5 octobre 2011
- Beyrouth, Liban, le 14 octobre 2011
- Damas, en Syrie : les auditions étaient normalement programmée pour le 26 septembre 2011 mais elles furent annulées à cause des émeutes et de l'instabilité politique dans le pays.

### Top 10
| Candidats | Candidats       | Jan 28 | Fev 04 | Fev 11 | Fev 18 | Fev 25 | Mar 03 | Mar 10 | Mar 17 | Mar 24    |  |
| 1         | Carmen Slimane  |        |        |        |        |        | Btm 2  | Btm 2  |        | Vainqueur |  |
| 2         | Dounia Batma    |        |        |        |        |        |        |        |        | Finaliste |  |
| 3         | Youssef Arafat  |        |        |        | Btm 3  |        |        |        | Elim   |           |  |
| 4         | Nadia Manfoukh  |        |        | Btm 3  | Btm 2  | Btm 3  |        | Elim   |        |           |  |
| 5         | Mohammed Taher  |        |        |        |        | Btm 2  | Elim   |        |        |           |  |
| 6         | Hassan Kharbech |        |        | Btm 3  |        | Elim   |        |        |        |           |  |
| 7         | Ghofran Fatouhi | Btm 3  | Btm 2  |        | Elim   |        |        |        |        |           |  |
| 8         | Mohammed Oulwan |        | Btm 3  | Elim   |        |        |        |        |        |           |  |
| 9         | Sherine Lejmi   | Btm 2  | Elim   |        |        |        |        |        |        |           |  |
| 10        | Yahia Yacoub    | Elim   |        |        |        |        |        |        |        |           |  |